# Српски спортисти из Босне и Херцеговине
Српски спортисти рођени или пореклом из Босне и Херцеговине:

## Атлетика
- Бранко Дангубић
- Алекса Ковачевић
- Драган Перић
- Борислав Писић

## Бициклизам
- Веселин Петровић

## Бокс
- Слободан Качар
- Тадија Качар

## Ватерполо
- Милан Мушкатировић
- Гојко Пијетловић
- Душко Пијетловић
- Никола Рађен

## Веслање
- Радоје Ђерић, репрезентативац Србије

## Кајак и кану
- Миленко Зорић, репрезентативац Србије

## Кошарка
- Вуле Авдаловић
- Огњен Ашкрабић
- Милан Бјегојевић
- Дејан Бодирога
- Милан Гуровић
- Дражен Далипагић
- Предраг Даниловић
- Миле Илић (кошаркаш)
- Марко Јарић
- Срђан Калембер
- Огњен Кузмић
- Дарко Миличић
- Александар Николић
- Владимир Радмановић
- Ратко Радовановић
- Мирослав Радуљица
- Зоран Савић
- Борислав Станковић

## Одбојка
- Ђорђе Ђурић, репрезентативац СР Југославије
- Владимир Грбић, репрезентативац СФРЈ, СРЈ, СЦГ
- Милош Грбић, репрезентатуивац Југославије
- Никола Грбић, репрезентативац СРЈ, СЦГ и Србије
- Александар Околић, репрезентативац Србије
- Саша Старовић, репрезентативац Србије
- Един Шкорић, репрезентативац СРЈ
- Јелена Благојевић, репрезентативка Србије
- Тијана Бошковић, репрезентативка Србије
- Бранкица Михајловић, репрезентативка Србије
- Цвијета Стакић, репрезентативка Југославије
- Сања Старовић, репрезентативка Србије

## Пливање
- Ивана Нинковић, репрезентативка Босне и Херцеговине
- Велимир Стјепановић, репрезентативац Србије
- Михајло Чепркало, репрезентативац Босне и Херцеговине

## Рвање
- Момир Кецман, репрезентативац Југославије
- Стеван Мићић

## Рукомет
- Младен Бојиновић
- Небојша Голић
- Радмила Дрљача
- Тибор Иванишевић
- Светлана Китић
- Александар Кнежевић (рукометаш)
- Добривоје Марковић
- Миленка Сладић

## Стрељаштво
- Андреа Арсовић, репрезентативка Србије
- Татјана Ђекановић, репрезентативка Босне и Херцеговине
- Срећко Пејовић, репрезентативац Југославије

## Теквондо
- Зоран Прерад

## Тенис
- Никола Ћаћић

## Стони тенис
- Срђан Миличевић

## Фудбал
- Бошко Антић, репрезентативац Југославије
- Душан Бајевић, репрезентативац Југославије
- Милан Галић, репрезентативац Југославије
- Предраг Ђајић, репрезентативац Југославије
- Гојко Качар, репрезентативац Србије
- Огњен Короман, репрезентативац СРЈ, СЦГ и Србије
- Младен Крстајић, репрезентативац СРЈ, СЦГ и Србије
- Здравко Кузмановић, репрезентативац Србије
- Саво Милошевић, репрезентативац СРЈ, СЦГ и Србије
- Бранко Станковић, репрезентативац Југославије
- Невен Суботић, репрезентативац Србије

## Џудо
- Радомир Ковачевић
- Александар Кукољ
- Немања Мајдов